# Isidiella
Isidiella là một chi bướm đêm thuộc họ Cosmopterigidae.